# Lipolisis en alimentos

## Introducción
La lipolisis en los alimentos es un proceso de alteración en el que se rompen los triglicéridos, dando lugar a ácidos grasos libres, diglícéridos, monoglicéridos y glicerol. Este proceso produce alteraciones organolépticas importantes en algunos alimentos, y también favorece la oxidación lipídica, otro proceso de alteración aún más importante. Para que se produzca la lipolisis, es necasaria la presencia de lípidos (triglicéridos) agua y un catalizador. Según cual sea el catalizador puede distinguirse la lipolisis química y la enzimática. 

## Lipolisis química
La lipolisis química puede producirse en algunos procesos industriales, como el refinado de los aceites, cuando estos no se llevan a cabo correctamente. El caso más frecuente es, sin embargo, el que aparece en los aceites de fritura. La elevada temperatura de trabajo y el agua aportada por los alimentos que se fríen provoca la liberación de ácidos grasos de los triglicéridos. Esto tiene como consecuencia el descenso del punto de humo y de la tensión superficial, además de reducir la calidad de los alimentos fritos, que adquieren sabores jabonosos. dado que los productos de lipolisis se acumulan con el tiempo de uso del aceite, la mejor solución es su cambio frecuente.

## Lipolisis enzimática
La lipolisis enzimática se produce solamente en aquellos alimentos con enzimas activos, es decir, que no han sido sometidos a tratamiento térmico. Los tres casos más importantes son la leche, los frutos y semillas oleaginosas (muy especialmente la oliva, pero también en otros casos, como el aguacate) y el pescado congelado.

### Lipolisis en la leche[2]
La lipolisis en la leche de los rumiantes se produce por acción de la lipoproteín lipasa, un enzima que pasa desde la sangre a la glándula mamaria. Este enzima no desempeña ningún papel biológico ni en la glándula mamaria ni en la leche, aunque sí en el paso de lípidos desde la sangre a las células mamarias. Dado que la grasa de la leche de los rumiantes contiene ácidos grasos de cadena corta y media (ácido butírico, caproico, caprílico), con olores y sabores intensos, "a queso" o "a rancio", la lipolisis enzimática puede producir una alteración importante de sabor. La cantidad de lipoproteín lipasa presente en la leche podría producir daños importantes en muy poco tiempo. Si no se producen es por dos factores. El primero es que la grasa de la leche se encuentra en los llamados "glóbulos grasos", gotitas de grasa envueltas en una membrana formada por proteínas. Si la membrana se rompe por agitación intensa, por la acción de fuerzas de cizalla debido a un mal diseño de las máquinas de ordeño, o por el tratamiento de homogeneización, entonces la lipolisis se producirá mucho más fácilmente. Otro factor es que la lipoproteín lipasa precisa para actuar eficientemente un cofactor de naturaleza proteica, presente en las lipoproteínas, su substrato natural. Las lipoproteínas se encuentran en la sangre, y no pasan habitualmente a la leche en vacas sanas, aunque si en vacas con problemas de mamitis. El enfriamiento de la leche tras el ordeño también influye en la lipolisis, probablemente al debilitar las fuerzas hidrofóbicas que mantienen unas proteínas asociadas con otras, aunque el mecanismo exacto no se conoce. Dado que la lipoproteín lipasa se desnaturaliza fácilmente por calentamiento, la lipolisis enzimática no representa un problema en la leche pasterizada o esterilizada.
La lipolisis de la leche recibe a veces el nombre de "enranciamiento lipolítico", término que puede inducir a confusión porque el auténtico enranciamiento se produce por la oxidación de los lípidos, no por la lipolisis
La lipolisis enzimática, en este caso debida a las lipasas de microorganismos, es importante en el desarrollo del aroma característico de muchos quesos.

### Lipolisis en la obtención de aceite de oliva
En la oliva, el aceite se encuentra comovacuolas, gotitas diminutas envueltas en una membrana, separados de las lipasas celulares. Cuando se rompe la compartimentalización, las lipasas pueden actuar sobre los triglicéridos liberando ácidos grasos. Estos ácidos grasos serán responsables de la llamada acidez del aceite, que se expresa como índice de acidez, en general, o como grado de acidez en el caso del aceite de oliva. La lipolisis será tanto mayor cuanto peor sea el trato que ha recibido la aceituna (ataque de insectos o mohos, daños mecánicos en la recogida o transporte, almacenamiento prolongado en grandes montones y a temperaturas elevadas) y también cuanto más prolongado sea el tiempo de contacto entre la fase oleosa y acuosa tras su triturado. 
La acidez de una grasa se mide por valoración con hidróxido potásico utilizando fenolftaleína como indicador. Una vez realizada la valoración, el índice de acidez se calcula como: 56,1 x V x N / P, donde 56,1 es el peso molecular del hidróxido potásico, V el volumen en ml, N la normalidad exacta y P el peso exacto de la muestra en gramos.  El grado de acidez para el acite de oliva se calcula en tanto por ciento  como  28,25 x V x N / P, donde 28,25 es el peso molecular del ácido oleico dividido por 10.
La acidez condiciona mucho la calidad de un aceite. El aceite de oliva virgen extra debe tener menos de 0,8 grados de acidez (con una buena materia prima y buen procesado, puede obtenerse con 0,5 o incluso menos )mientras que el aceite con más de 3 grados de acidez, conocido con el nombre de aceite lampante, no es apto para el consumo en esa forma, y debe refinarse.

### Lipolisis en pescado congelado[4]
En el pescado congelado puede producirse la lipolisis, dado que la congelación no inactiva los enzimas. En los pescados grasos,  la lipolisis afecta a los triglicéridos, pero en el caso de los peces magros, también a los fosfolípidos. El resultado de la lipolisis  es la liberación de ácidos grasos poliinsaturados de cadena muy larga. Aunque estos ácidos grasos no tienen por sí mismos efectos organolépticos significativos (al contrario que en la leche, no dan lugar a olores y sabores extraños), su asociación con las proteínas las desnaturaliza, reduce su  interacción con el agua, y consecuentemente la jugosidad del pescado congelado. Este efecto es claramente perceptible tras el almacenamiento del pescado congelado durante unas cuantas semanas. 